# Titularbistum Usula
Usula ist ein Titularbistum der römisch-katholischen Kirche. Es geht zurück auf einen antiken Bischofssitz in der gleichnamigen Stadt, die sich in der römischen Provinz Byzacena im heutigen Tunesien befand.
| Titularbischöfe von Usula |                                                              | |                    |                   |
| Nr.                       | Name                                                         | Amt | von                | bis               |
| 1                         | Fernando de Ocampo OFM                                       | Koadjutorbischof von Santa Cruz de la Sierra (Bolivien)                                                        | 14. Dezember 1620  | 1621              |
| 2                         | Luigi Maria di Gesu Pianazzi OCD                             | Apostolischer Vikar von Malabar (Indien)                                                                       | 30. März 1784      | 2. April 1802     |
| 3                         | James Yorke Bramston                                         | Koadjutorvikar von London und später Apostolischer Vikar von London (Vereinigtes Königreich)                   | 4. Februar 1823    | 11. Juli 1836     |
| 4                         | Gaetano Antonio Mulsuce CO                                   | Apostolischer Vikar von Colombo (Sri Lanka)                                                                    | 24. Mai 1843       | 25. Januar 1857   |
| 5                         | Benjamino Geremia OFM                                        | Koadjutorvikar von Northern Shantung und später Apostolischer Vikar von Northern Shantung (China)              | 18. Juli 1884      | 29. Dezember 1888 |
| 6                         | Jacques Roissant                                             | Weihbischof in Nicopolis (Bulgarien)                                                                           | 21. März 1901      | 6. April 1914     |
| 7                         | Giacomo Laminne                                              | Weihbischof in Lüttich (Belgien)                                                                               | 25. Januar 1919    | 23. Oktober 1924  |
| 8                         | Noël de Cleene CIM                                           | Koadjutorvikar von Léopoldville und später Apostolischer Vikar von Léopoldville (Demokratische Republik Kongo) | 18. Dezember 1924  | 7. Oktober 1942   |
| 9                         | Nicolás Eugenio Navarro                                      | Weihbischof in Caracas (Venezuela)                                                                             | 9. Februar 1943    | 23. April 1952    |
| 10                        | Giuseppe Carraro                                             | Weihbischof in Treviso (Italien)                                                                               | 29. September 1952 | 9. April 1956     |
| 11                        | José Vázquez Díaz OdeM                                       | Koadjutorprälat von Bom Jesus do Piauí und später Prälat von Bom Jesus do Piauí (Brasilien)                    | 8. Juli 1956       | 26. Mai 1978      |
| 12                        | Paul Poupard ab 27. Juni 1980 Titularerzbischof pro hac vice | Weihbischof in Paris (Frankreich) später Pro-Präsident des Sekretariates für die Nichtglaubenden               | 2. Februar 1979    | 25. Mai 1985      |
| 13                        | Giovanni Marra                                               | Weihbischof in Rom (Italien)                                                                                   | 7. Juni 1986       | 14. November 1989 |
| 14                        | Giovanni Giudici                                             | Weihbischof in Mailand (Italien)                                                                               | 9. Juni 1990       | 1. Dezember 2003  |
| 15                        | Gabino Miranda Melgarejo                                     | Weihbischof in Ayacucho o Huamanga (Peru)                                                                      | 3. Juli 2004       | 24. Mai 2013      |
| 16                        | Piotr Turzyński                                              | Weihbischof in Radom (Polen)                                                                                   | 17. Januar 2015    | 14. April 2025    |